# 牛込神楽坂駅
牛込神楽坂駅（うしごめかぐらざかえき）は、東京都新宿区箪笥町にある、東京都交通局（都営地下鉄）大江戸線の駅である。駅番号はE 05。
駅業務は東京都営交通協力会に委託されている。

## 歴史
- 2000年（平成12年）12月12日：開業。
- 2007年（平成19年）3月18日：ICカード「PASMO」の利用が可能となる[3]。

### 駅名の由来
旧牛込区の神楽坂にあることに由来する。
開業前の仮名称は新神楽坂であった。

## 駅構造
島式ホーム1面2線の地下駅である。改札は1ヶ所ある。
側壁に濃い灰色のタイル、ホームの床と階段外壁の下にオレンジ色のタイルを施すなど、ホームは神楽坂らしい仕上がりになっている。

### のりば
| 番線 | 路線         | 行先                                           |
| ---- | ------------ | ---------------------------------------------- |
| 1    | 都営大江戸線 | 新宿西口・都庁前・（都庁前のりかえ）光が丘方面 |
| 2    | 都営大江戸線 | 飯田橋・両国方面                               |

（出典：都営地下鉄:駅構内図）
- 緊急時などのために牛込柳町側に渡り線を設けており、折り返しが可能な構造になっている[6]。

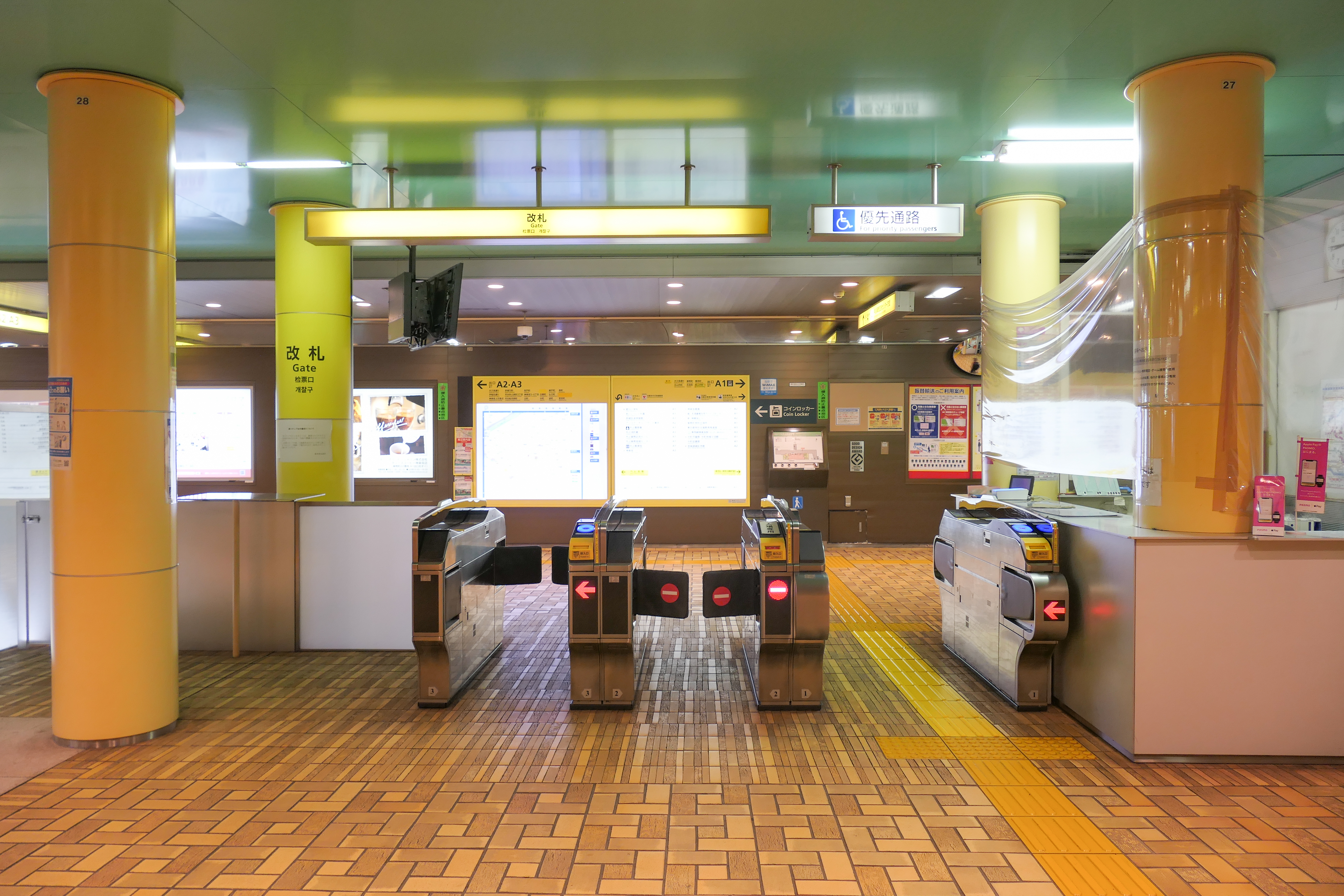
改札口（2022年12月5日）
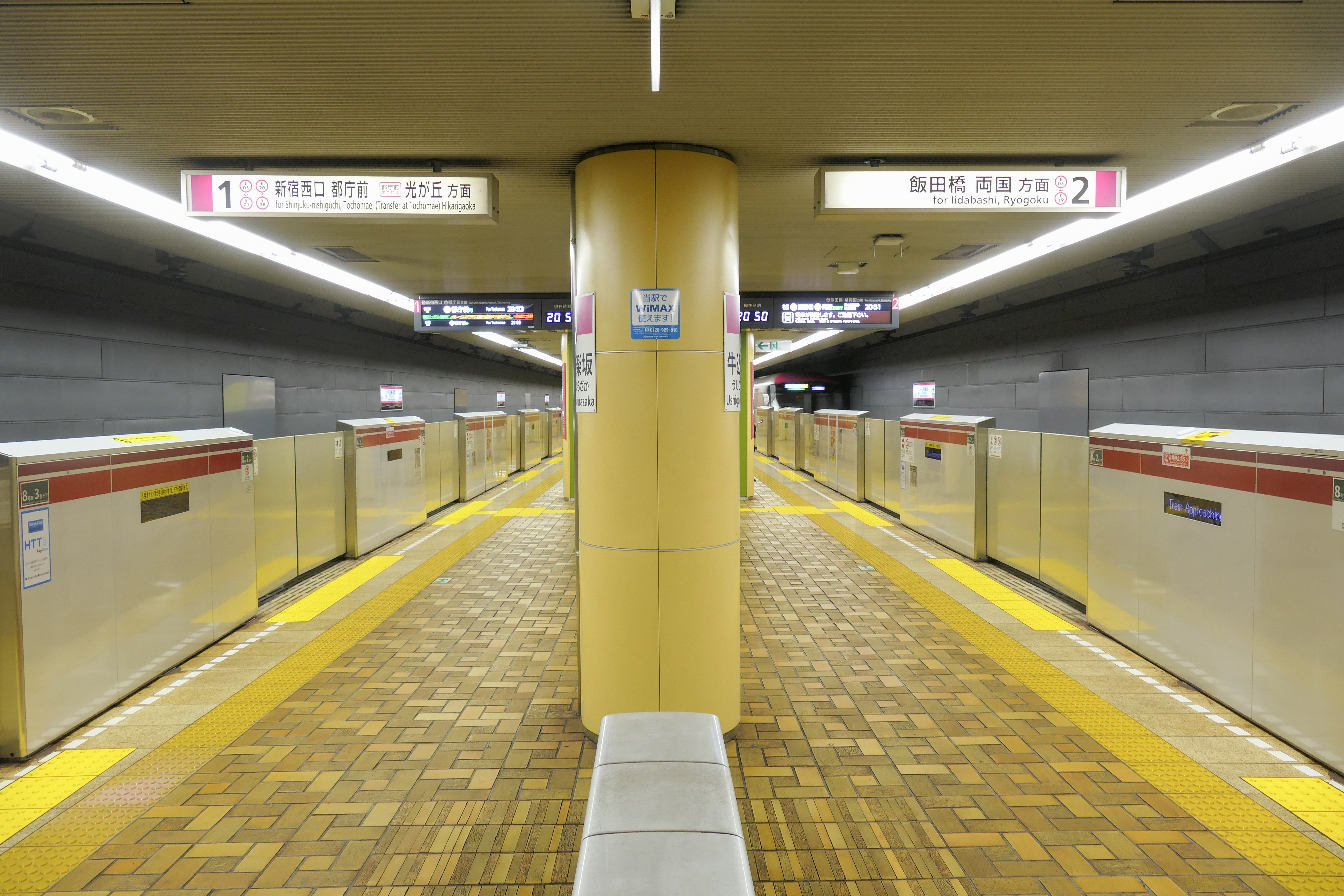
ホーム（2022年12月5日）
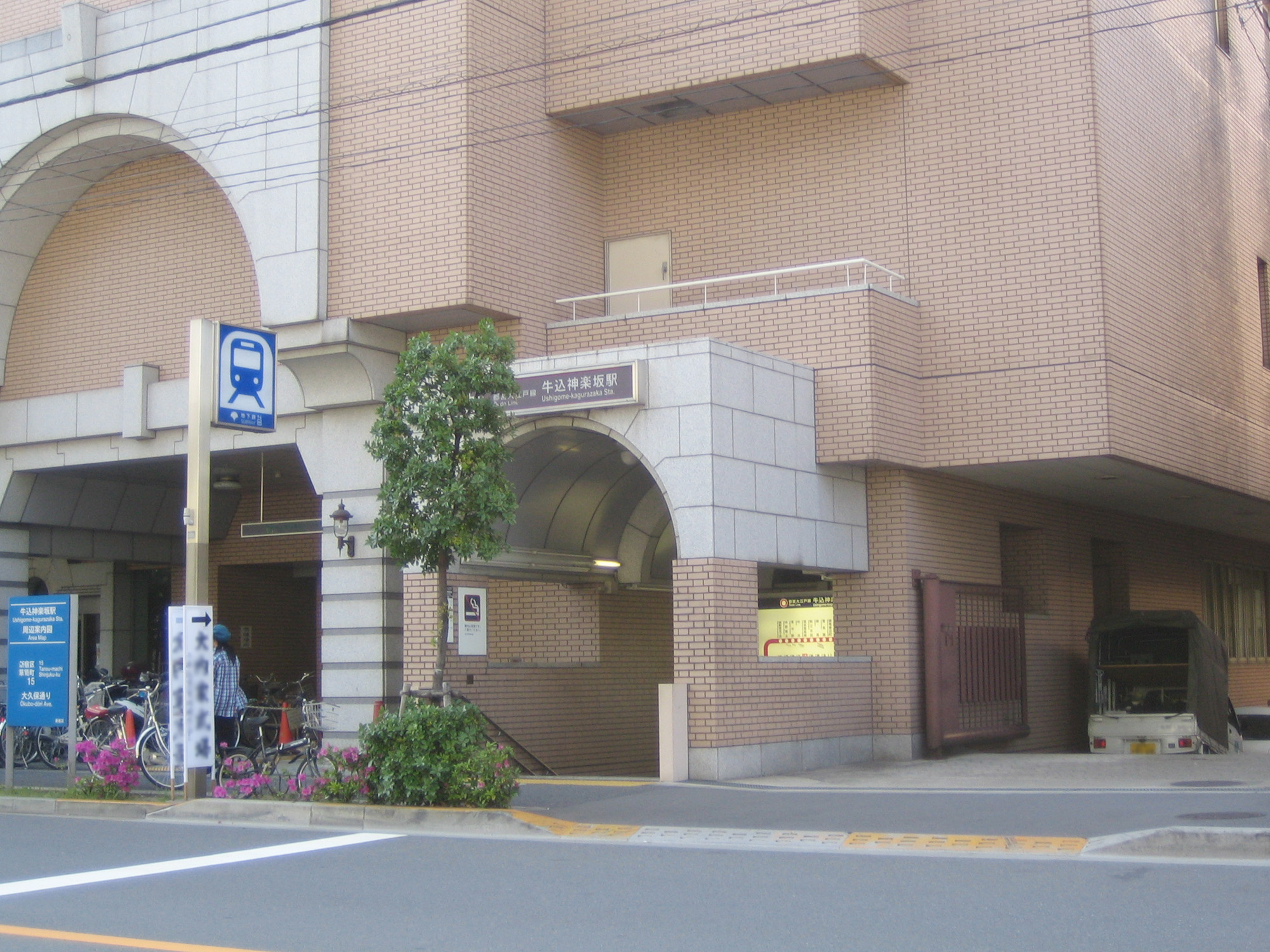
牛込箪笥区民センターにあるA1出入口（2006年5月4日）
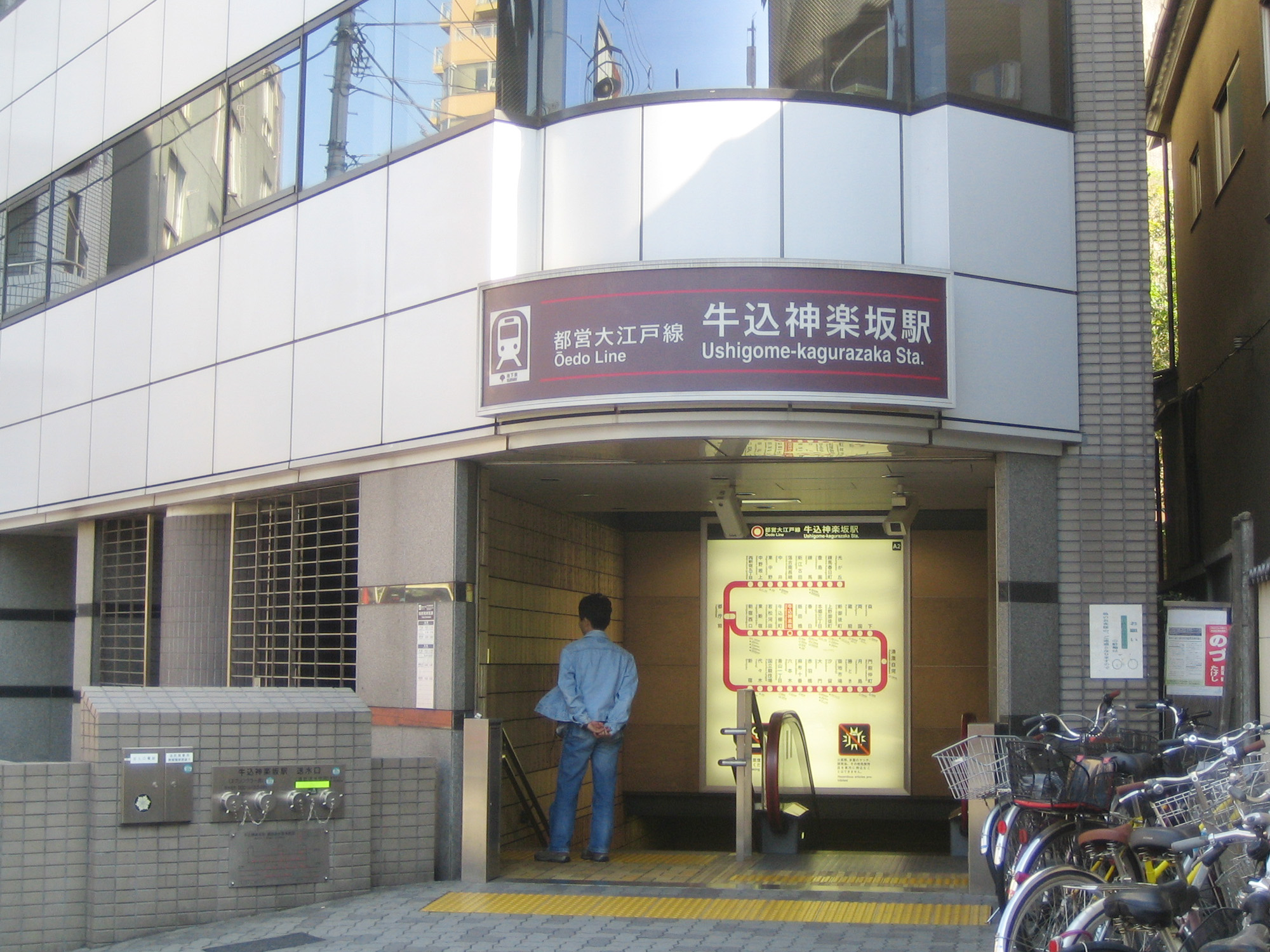
南部坂下にあるA2出入口（2006年5月4日）

## 利用状況
2023年（令和5年）度の1日平均乗降人員は13,232人（乗車人員：6,431人、降車人員：6,801人）である。開業当初の乗車人員の見込みは、14,000人であった。
開業以来の1日平均乗降・乗車人員の推移は下表の通り。
| 年度               | 1日平均 乗降人員 | 1日平均 乗車人員 | 出典     |
| ------------------ | ---------------- | ---------------- | -------- |
| 2000年（平成12年） |                  | 3,573            | [ * 1 ]  |
| 2001年（平成13年） |                  | 4,068            | [ * 2 ]  |
| 2002年（平成14年） |                  | 4,655            | [ * 3 ]  |
| 2003年（平成15年） | 10,807           | 5,120            | [ * 4 ]  |
| 2004年（平成16年） | 11,324           | 5,359            | [ * 5 ]  |
| 2005年（平成17年） | 11,709           | 5,542            | [ * 6 ]  |
| 2006年（平成18年） | 12,147           | 5,753            | [ * 7 ]  |
| 2007年（平成19年） | 12,426           | 5,926            | [ * 8 ]  |
| 2008年（平成20年） | 12,797           | 6,164            | [ * 9 ]  |
| 2009年（平成21年） | 12,990           | 6,272            | [ * 10 ] |
| 2010年（平成22年） | 13,018           | 6,304            | [ * 11 ] |
| 2011年（平成23年） | 13,072           | 6,339            | [ * 12 ] |
| 2012年（平成24年） | 13,581           | 6,554            | [ * 13 ] |
| 2013年（平成25年） | 13,822           | 6,693            | [ * 14 ] |
| 2014年（平成26年） | 14,126           | 6,842            | [ * 15 ] |
| 2015年（平成27年） | 14,577           | 7,056            | [ * 16 ] |
| 2016年（平成28年） | 14,672           | 7,106            | [ * 17 ] |
| 2017年（平成29年） | 14,841           | 7,192            | [ * 18 ] |
| 2018年（平成30年） | 15,237           | 7,389            | [ * 19 ] |
| 2019年（令和元年） | 15,243           | 7,413            | [ * 20 ] |
| 2020年（令和02年） | 10,996           | 5,386            |          |
| 2021年（令和03年） | 11,380           | 5,561            |          |
| 2022年（令和04年） | 12,431           | 6,048            |          |
| 2023年（令和05年） | 13,232           | 6,431            |          |

## 駅周辺

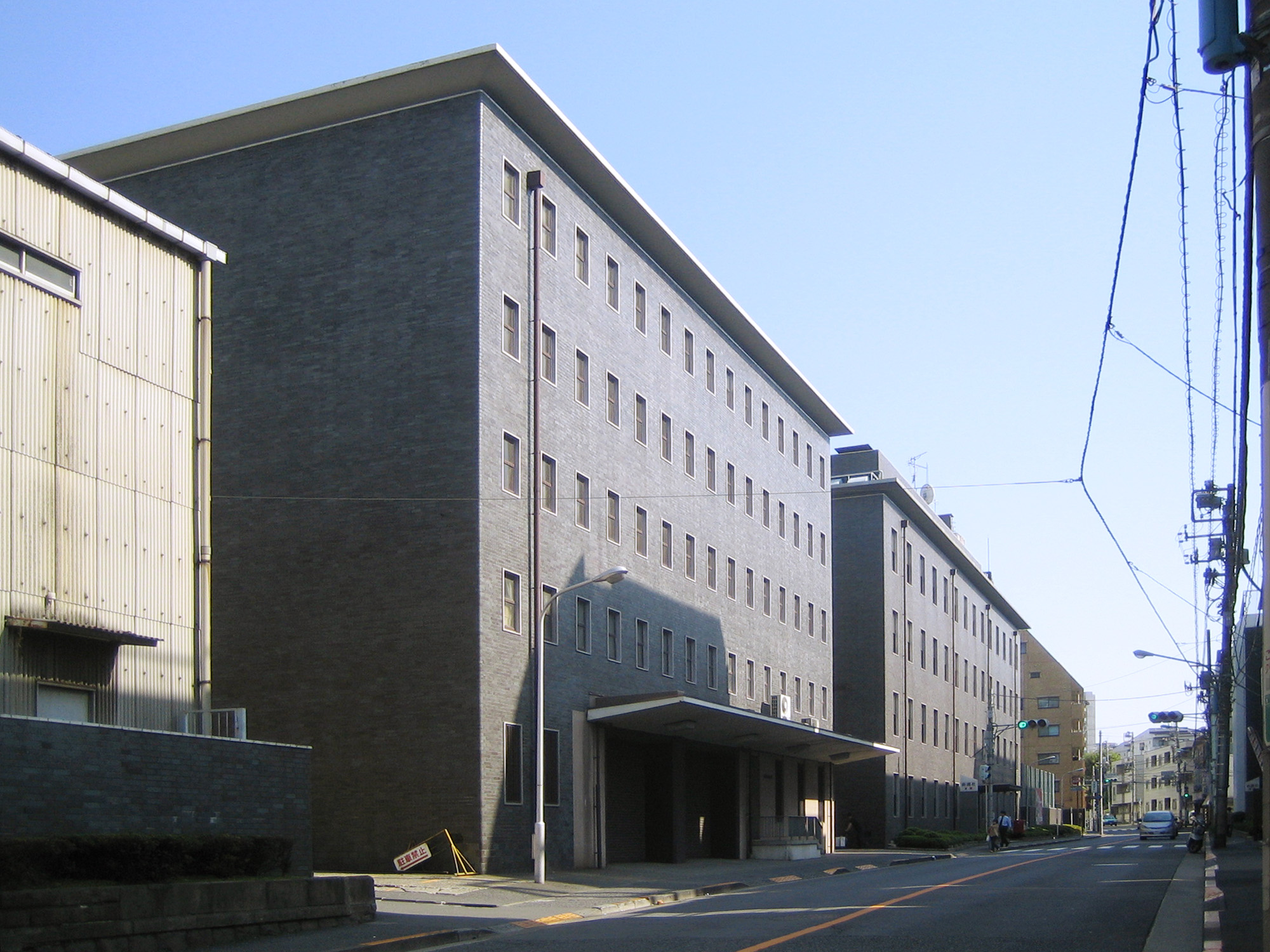
新潮社
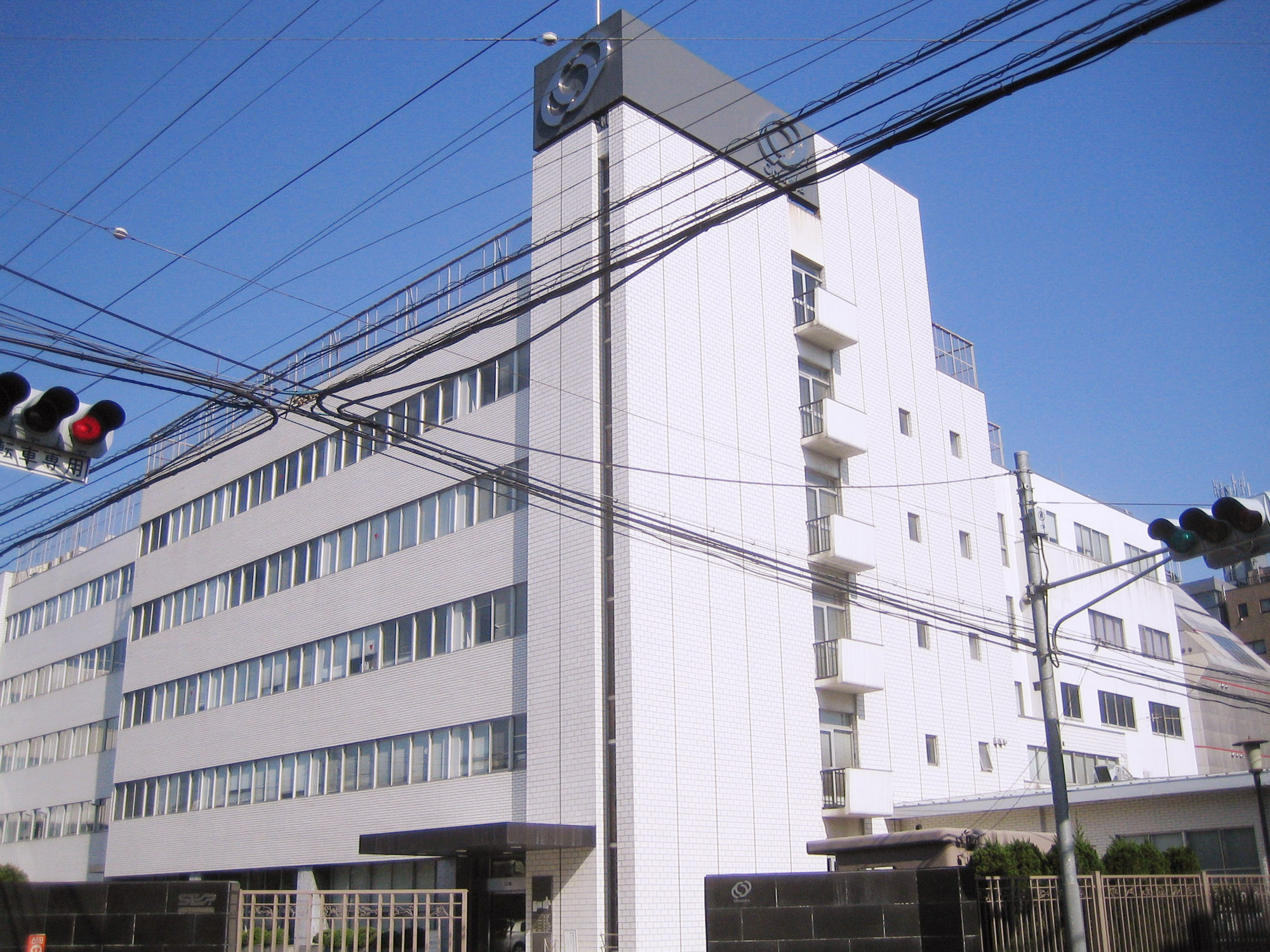
旺文社
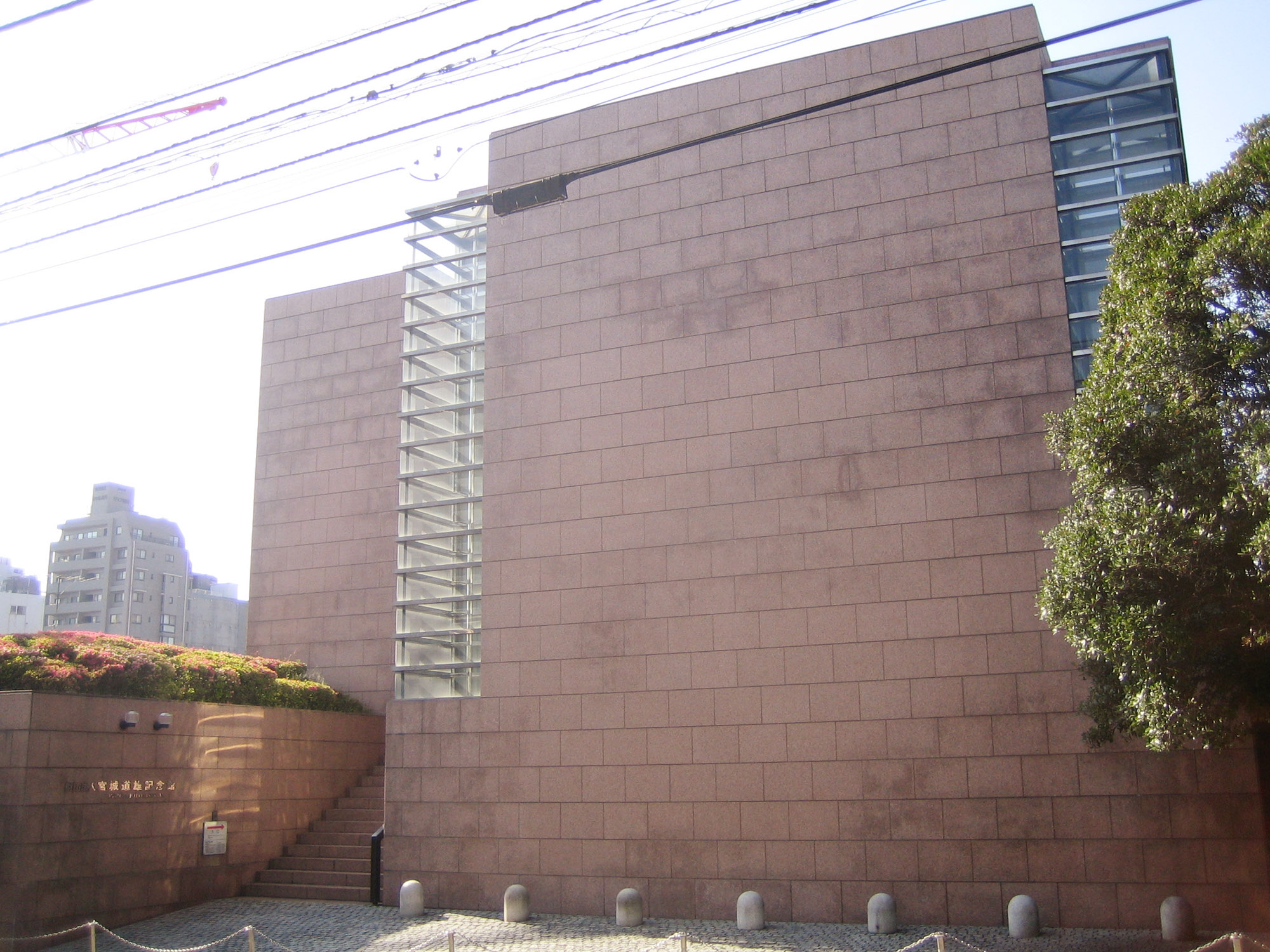
宮城道雄記念館

大久保通りに面し、日中は交通量・人通り共に多いが、少し脇へ入れば閑静な住宅街が続く。A3出口先の神楽坂通りには小規模商店・飲食店が集積している。出版社・製本・印刷業者や寺院も多い。

### A1出口
- 牛込箪笥区民センター
  - 新宿区役所箪笥町特別出張所
  - 牛込箪笥区民ホール
- タリーズコーヒージャパン本社・神楽坂店
- 新宿区立愛日小学校
- 新宿区立中町図書館
- 地方・小出版流通センター
- 全国保育団体連絡会・保育プラザJAPAN
- 日本英語検定協会
- 牛込郵便局
- 警視庁牛込警察署
- 旺文社
- 新潮社
- 矢来能楽堂
- 神楽坂駅（東京メトロ東西線）

### A2出口
- 宮城道雄記念館
- 日本出版クラブ会館
- 日本出版会館
- 最高裁判所長官公邸

### A3出口
- 新宿神楽坂郵便局
- 東京消防庁牛込消防署

### バス路線
最寄りの停留所は、A3出入口付近にある都営バスの「牛込神楽坂駅前」となる。
- 飯62：都営飯田橋駅前行 / 小滝橋車庫前行

当駅の開業と引き換えに秋76系統（新宿車庫 - 秋葉原駅東口・飯田橋間）が廃止されたが、2002年にその一部区間を復活する形で上記の系統が新設され、かつての秋76系統「神楽坂」停留所と同一地点に設置されている。

## 隣の駅
東京都交通局（都営地下鉄）
 都営大江戸線
牛込柳町駅 (E 04) - 牛込神楽坂駅 (E 05) - 飯田橋駅 (E 06)